# Herbie Steward
Herbert „Herbie“ Steward (* 7. Mai 1926 in Los Angeles; † 9. August 2003) war ein US-amerikanischer Jazz-Saxophonist (Tenor, Alt) und daneben auch Flötist.

## Leben
Er spielte in der Band von Barney Bigard, Freddie Slack, 1944 bis 1946 bei Artie Shaw, bei Alvino Rey, Butch Stone und Gene Roland. Steward wurde als Mitglied von Woody Hermans zweiter Herd bekannt (1947), als einer der Four Brothers – neben Stan Getz, Zoot Sims und Serge Chaloff. Danach war er in Los Angeles bei Red Norvo (1948), bei Artie Shaw (1949), Tommy Dorsey, Elliot Lawrence (1950/51), Harry James (1951 bis 1954) und Al John (1959/60). Danach war er überwiegend Studiomusiker. Er arbeitete auch als Sideman von Billie Holiday, Chet Baker, Barney Kessel, Benny Goodman, Art Pepper, Roy Eldridge und anderen und veröffentlichte mehrere Alben als Bandleader.

## Diskographie
- So Pretty, Choreo, 1962
- One Brother mit Tee Carson, Smith Dobson, Eddie Duran, Dick Hazard, Eddie Moore, 1988
- Magical Night in Yokohama, Herbie Steward und Charles Thompson, 2001
- The Three Horns of Herb Steward/Marky's Vibes; Herbie Steward mit Eddie Duran, Smith Dobson, Tee Carson (1988) und Marky Markowitz mit Urbie Green, Al Cohn, John Bunch; 2002